# Hynobius maoershanensis
Hynobius maoershanensis é uma espécie de anfíbio anuro da família Hynobiidae. Está presente na China. A UICN classificou-a como deficiente de dados.